# Stemnitsa
Stemnitsa (Grieks: Στεμνίτσα) is een kleine stad in de deelgemeente (dimotiki enotita) Trikolonoi van de fusiegemeente (dimos) Gortynia, in de Griekse bestuurlijke regio (periferia) Peloponnesos.
De stad is schilderachtig gelegen ten oosten van de vallei van de rivier Lousios, in de Arcadië.
Stemnítsa ligt ongeveer op de plek van de antieke stad Ypsous, waarvan de schrijver Pausanias eveneens melding maakt. Recente pogingen om de (Slavische?) naam Stemnítsa te vervangen door de authentieke versie Ypsous (in het Nieuwgrieks Ypsounda / Υψούντα) lijken grotendeels te mislukken. De naam Stemnítsa zou afkomstig zijn van Slavische stammen die zich onder de regering van keizer Constantijn V (741-775) in de omgeving vestigden. Door zijn geïsoleerde ligging had het stadje onder de Turkse tijd niet zo erg te lijden, en daardoor bleef het een belangrijk centrum van handel en industrie. De inwoners gingen zich specialiseren in edelsmeedkunst: nog steeds worden er gouden en zilveren sieraden aangeboden, en een school voor goud- en zilversmeden werd ondergebracht in een gerestaureerd oud herenhuis. Het Volksmuseum toont onder meer hoe een werkplaats van een edelsmid er eertijds uitzag.
Met veel enthousiasme engageerde Stemnítsa zich in de Griekse Onafhankelijkheidsoorlog: in 1821 was het trouwens gedurende welgeteld 12 dagen hoofdstad van het opstandige Griekenland, en de leiders van de opstand hielden hier hun eerste samenkomst in het 15e-eeuwse klooster "Zoödóchos Pigí" (d.i. "Levensbron", een eretitel van Maria). Stemnitsa telt op zijn grondgebied 18 kerken, waarvan de Tris Hiërárchis, de Profítis Ílias (10e eeuw) en de Panagía Báfero (12e eeuw) de belangrijkste zijn.